# Pietro Riario

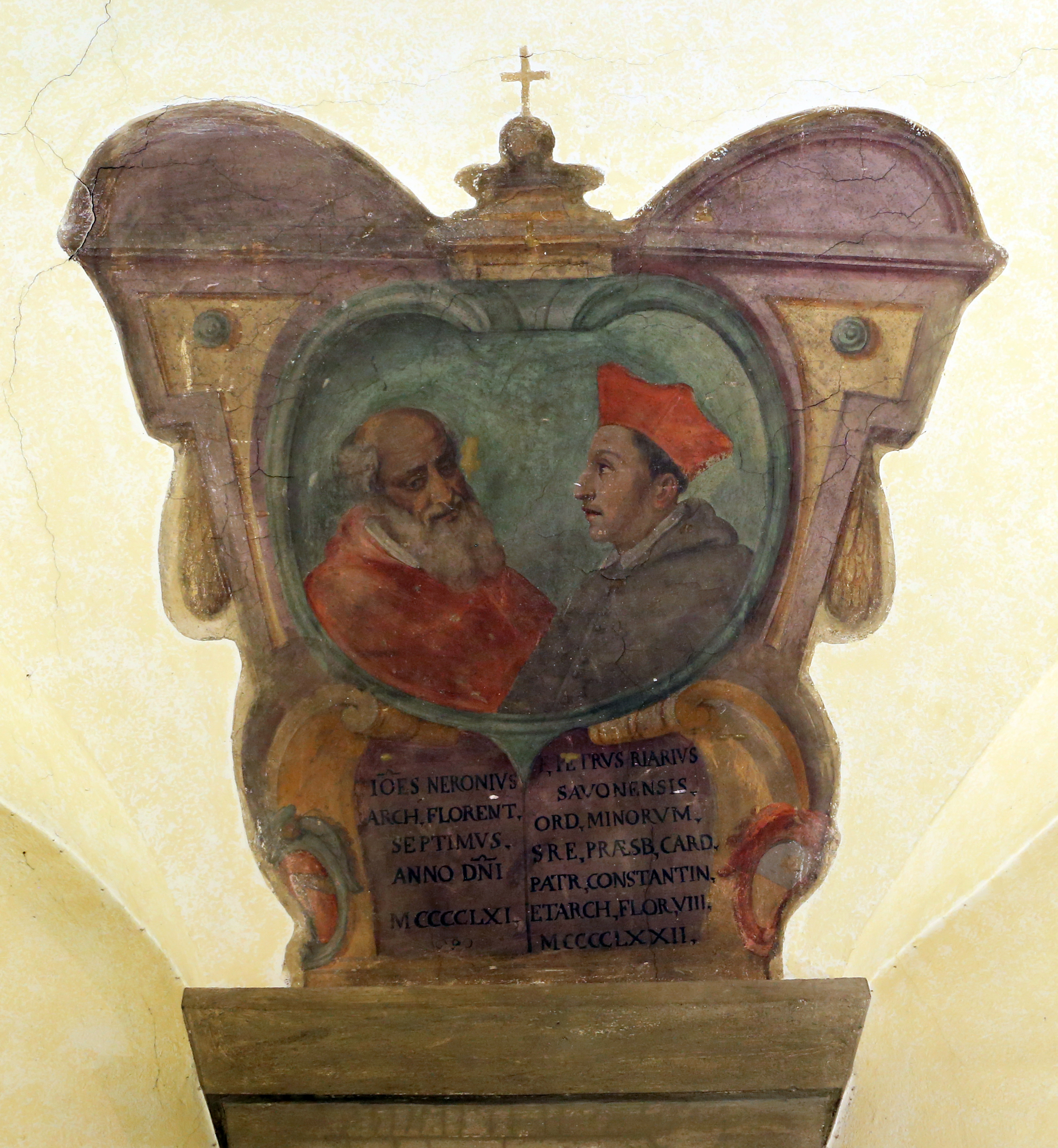
Kardinal Pietro Riario (rechts) mit Erzbischof Giovanni dei Dietislavi

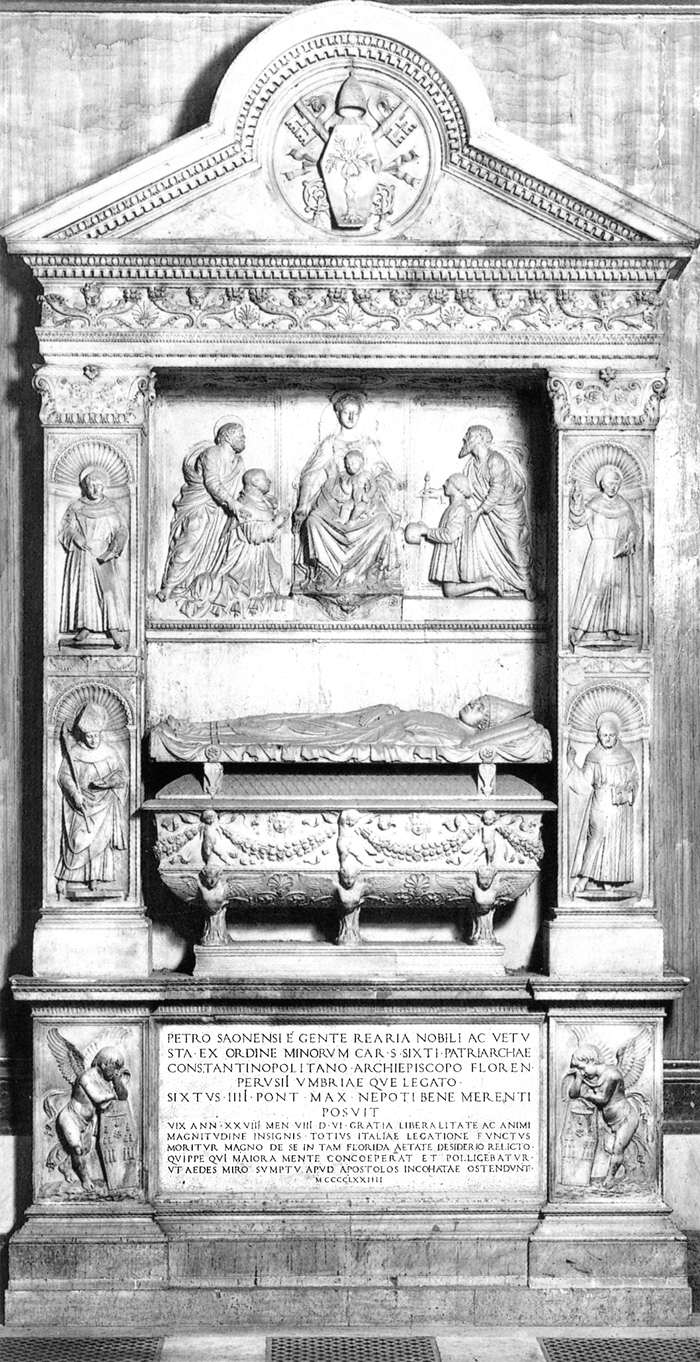
Grabmal des Kardinals in der Kirche Santi Apostoli in Rom (1474–1477)

Pietro Riario OFM (* 21. April 1445 in Savona; † 3. Januar 1474 in Rom) war Franziskaner konventualer Ausrichtung und Kardinal der Römischen Kirche.

## Leben
Pietro war ein Sohn des wohlhabenden Handwerkers Paolo Riario und seiner zweiten Frau Bianca della Rovere, Schwester des seinerzeitigen Franziskaners und Theologiedozenten Francesco della Rovere, der 1471 als Sixtus IV. zum Papst gewählt wurde. Früh verwaist, trat Pietro in den franziskanischen Orden ein, studierte in Pavia, Padua und Bologna und erwarb in Rom seinen Magister in Theologie. 1470 empfing er die Priesterweihe, 1471 wurde er von seinem soeben zum Papst gewählten Onkel Sixtus IV. sogleich zum Bischof und Kardinal ernannt und mit der Außenpolitik beauftragt. Zugleich machte der Papst seine Neffen Cristoforo della Rovere und Giuliano della Rovere zu Kardinälen – später noch sechs weitere Neffen.
Ohne jemals die Bischofsweihe zu empfangen, erlangte Pietro Riario höchste kirchliche Ämter mit immensen Einkünften. Er wurde am 4. September 1471 Bischof von Treviso, was er bis zum 28. April 1473 blieb, das Bistum wurde durch Generalvikare verwaltet. Am 22. Dezember 1471 kreierte sein Onkel ihn zum Kardinalpriester der Titelkirche San Sisto, er erhielt zusätzlich die Titelkirche Santi XII Apostoli in commendam. Vom 23. September 1472 bis zum 28. April 1473 war er Apostolischer Administrator des Bistums Valence et Die, und am 23. November 1472 wurde er Lateinischer Titularpatriarch von Konstantinopel, dieses Amt hatte er bis zu seinem Tode inne. Weiterhin war er Erzbischof von Split (ab dem 28. April 1473), Apostolischer Administrator von Sevilla (ab dem 25. Juni 1473), Erzbischof von Florenz (ab dem 20. Juli 1473) und schließlich Apostolischer Administrator des Bistums Mende (ab dem 3. November 1473); alle diese Ämter hatte er nebeneinander bis zu seinem Tod inne.
Als Kardinalnepot und Außenminister des Papstes führte er das Leben eines Renaissancefürsten mit opulenten Empfängen und Festessen, erbaute für sich den Palazzo dei Santi Apostoli (mit Bibliothek) und veranstaltete Spiele für das römische Volk. Politisch verstärkte er die Allianz zwischen römischer Kurie und dem Herzogtum Mailand, indem er seinen Bruder Girolamo mit Caterina, der Tochter des Herzogs von Mailand Galeazzo Maria Sforza verheiratete. 1473 reiste er nach Norditalien, um die Abtretung Imolas von Mailand an die Republik Florenz zu gewährleisten.
Erst achtundzwanzigjährig starb Riario 1474 nach kurzem Leiden an verspätet erkanntem Magenkrebs. Er wurde in der Basilika Santi XII Apostoli beigesetzt.